# SC Régua
Der Sport Clube da Régua ist ein portugiesischer Sportverein aus dem im Norden des Landes gelegenen Peso da Régua, der insbesondere für seine Fußballmannschaft bekannt ist.

## Geschichte und Hintergrund
Der SC Régua wurde am 30. November 1944 gegründet. Nachdem die Mannschaft zunächst im regionalen Ligabetrieb angetreten war, erreichte sie 1969 mit dem Aufstieg in die drittklassige Terceira Divisão erstmals den landesweit organisierten Spielbetrieb. Nach dem Aufstieg in die Segunda Divisão 1974 schaffte der Klub im folgenden Jahr als Tabellenvorletzter der Nordstaffel vor dem SC Alba den Klassenerhalt aufgrund der Erweiterung der Spielklasse von zwei auf drei Staffeln. Zwei Jahre später gehörte der Klub am Ende der Zweitligasaison 1977/78 neben CD Paços de Brandão, AD Sanjoanense und dem SC Vila Real zu den vier Absteigern der Nordstaffel. Auch in der Drittligaspielzeit 1978/79 blieb der Erfolg aus, als Tabellenvorletzter vor dem SC Bustelo wurde die Mannschaft in den regionalen Ligabereich durchgereicht.
In der Drittligaspielzeit 1981/82 feierte der SC Régua ein kurzes Comeback in der Terceira Divisão und hielt sich nach dem direkten Wiederaufstieg 1983 für drei Spielzeiten in der Spielklasse. Nach dem erneuten Aufstieg 1987 platzierte sich der Klub im mittleren Tabellenbereich. Mit einem 13. Tabellenplatz in der Spielzeit 1989/90 blieb er somit in der aufgrund einer Ligareform durch die Einführung der Segunda Divisão de Honra als neuer eingleisiger zweithöchster Spielklasse zurückgestuften Liga. Hier hielt sich die Mannschaft bis zum erneuten Abstieg in den regionalen Ligabereich im Sommer 1997 an der Seite von Rebordosa AC, Amarante FC und SC Celoricense, ein Punkt fehlte auf die jeweils mit schlechterer Tordifferenz davor liegenden Canelas Gaia FC und Vilanovense FC. In den 2000er Jahren kehrte der Klub mehrfach in die Terceira Divisão zurück, konnte aber bei keinem der Versuche in der Spielklasse Fuß fassen und stieg jeweils direkt wieder ab.
Nachdem der SC Régua noch als lokaler Pokalsieger häufiger als Teilnehmer an der Taça de Portugal überregional in Erscheinung getreten war, schaffte der Klub 2024 den Viertligaaufstieg in das zwischenzeitlich als niedrigste überregionale Spielklasse eingeführte Campeonato de Portugal.

## Stadion
Der SC Régua trägt seine Heimspiele auf einem Kunstrasenplatz im 1000 Zuschauer fassenden Estádio Municipal Artur Vasques aus, das 2008 eröffnet wurde und im Osten Peso da Réguas liegt.

## Vereinsfarben
Die Vereinsfarben des SC Régua sind rot und weiß. Traditionell tritt die Mannschaft entsprechend in roten Hosen und einem weißen Trikot mit roten Ärmeln zu ihren Heimspielen an.